# Charles de Courbon-Blénac
Cet article concerne l'officier de la Marine royale. Pour son grand-père, gouverneur-général des îles d'Amérique, voir Charles de Courbon.
Charles de Courbon, né en 1710 et mort 23 août 1766 à Brest, dit le « comte de Blénac », est un officier de marine et aristocrate français du XVIIIe siècle. Lieutenant-général des armées navales, et commandeur de l'ordre royal et militaire de Saint-Louis, il est commandant la Marine à Brest.

## Biographie

### Origines et famille
Originaire de Blénac en Saintonge, dans le diocèse de Saintes, il est le petit-fils de Charles de Courbon, capitaine de vaisseau et gouverneur-général des îles. Neveu de six capitaines de vaisseau morts en service, il est le fils de Jean-Louis de Courbon, marquis de Blénac, baron de Champdolent, seigneur de Romegoux, capitaine de vaisseau, et de Sophie de Pons

### Carrière dans la Marine royale
Il entre jeune dans la Marine royale. Il a quinze ans, le 30 août 1725 lorsqu'il entre dans une compagnie de garde-marine. Il est promu enseigne de vaisseau en 1732, puis lieutenant de vaisseau le 1er juillet 1735. Il est fait chevalier de Saint-Louis et promu au grade de capitaine de vaisseau le 1er janvier 1746. Il est fait chef d'escadre le 1er janvier 1757, au début de la Guerre de Sept Ans.
En 1757, il commande le vaisseau Le Défenseur, dans la flotte française envoyée à Louisbourg pour y défendre le port. De retour en France, il est nommé commandant de la Marine à Brest, soit le 15 février 1758 soit le 10 septembre 1760. Il exerce ces fonctions jusqu'au 10 novembre 1761 et est remplacé, à titre intérimaire, par le comte de Roquefeuil. Il reçoit une pension de 2 000 livres sur l'ordre de Saint-Louis et est promu lieutenant général des armées navales lors de la promotion du 1er octobre 1764. Fait commandeur de l'ordre royal et militaire de Saint-Louis en 1766 avec 3 000 livres de pension, il meurt à Brest le 23 août 1766.

## Mariage et descendance
Il épouse mademoiselle Jeanne-Silvie de Longueville. De ce mariage naissent :
- Sophie-Jacques de Courbon-Blénac, commandant le régiment d'Auvergne, maréchal de camp le 1er mars 1791
- Marie-Renée-Sophie de Courbon-Blénac, mariée au comte de Rosily, lieutenant-général des armées navales.

### Sources et bibliographie
- Étienne Taillemite, Dictionnaire des marins français, Paris, Tallandier, coll. « Dictionnaires », octobre 2002, 537 p. [détail de l’édition] (ISBN 978-2847340082)
- Michel Vergé-Franceschi (dir.), Dictionnaire d'Histoire maritime, éditions Robert Laffont, coll. « Bouquins », 2002
- Jean Meyer et Martine Acerra, Histoire de la marine française : des origines à nos jours, Rennes, Ouest-France, 1994, 427 p. [détail de l’édition] (ISBN 2-7373-1129-2, BNF 35734655)